# Programme d'évaluation des progrès dans le système éducatif américain

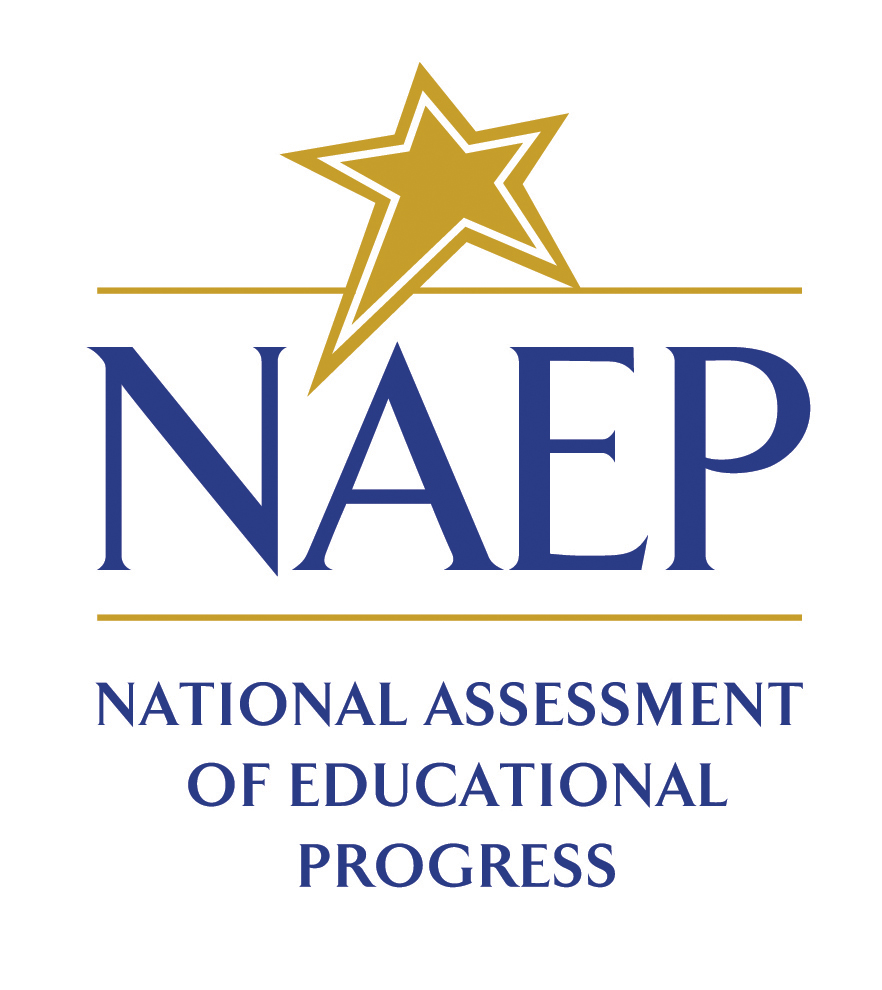

Le programme d'évaluation des progrès dans le système éducatif américain (de l'anglais « National Assessment of Educational Progress ») est l'évaluation périodique des progrès des élèves menée aux États-Unis par le centre américain des données statistiques en éducation, une division du département de l'Éducation des États-Unis. L'évaluation couvre des domaines comme les mathématiques, la lecture, l'écriture, la science.